# Lernen aus der Geschichte
Lernen aus der Geschichte (abgekürzt LaG) ist ein Online-Bildungsportal und eine Zeitschrift, die sich der politischen Bildung und der Geschichte des 20. Jahrhunderts widmen.

## Schwerpunkte
Fast schon traditionell ist die Beschäftigung mit den sensiblen Bereichen der deutschen Geschichte, so etwa dem Holocaust, der Geschichte des Nationalsozialismus und der DDR. Die LaG kooperiert mit verschiedenen öffentlichen Trägern und Stiftungen.
Der Trägerverein pflegt nicht nur auf den eigenen Portalen ein bestimmtes Niveau, sondern setzt sich darüber hinaus für Qualitätsstandards für Bildungsportale ein, auch in anderen Sprachen.

## Portal
Das Online-Portal umfasst über 5000 Beiträge aus den Bereichen „Lernen & Lehren“, „International diskutieren“, „Teilnehmen & Vernetzen“ sowie „Online lernen“, mit einem kostenfreien Fundus an Materialien für den Bildungsbereich sowie Hinweisen auf eigene Web-Seminaren und Online-Lernmodule. Ergänzt wird das Angebot durch eine Projektdatenbank sowie die Möglichkeit, eigene Projekt vorzustellen.
Das Online-Portal wurde zwischen 2004 und 2012 durch die Stiftung Erinnerung, Verantwortung und Zukunft gefördert. Es ist 2011 mit dem Einheitspreis ausgezeichnet worden.

## Die Zeitschrift
Unter dem Namen LaG-Magazin erscheint monatlich ein redaktionell betreutes Periodikum, die Ausgaben haben zumeist einen bestimmten sozialgeschichtlichen Schwerpunkt aus einer Epoche oder einem Schlüsselereignis der deutschen Geschichte, und sind auch als Newsletter erhältlich.